# Бауманское (Костанайская область)
Бауманское (каз. Бауман) — село в Узункольском районе Костанайской области Казахстана. Административный центр Бауманского сельского округа. Находится примерно в 42 км к востоку от районного центра, села Узунколь. Код КАТО — 396633100.
В 3,5 км к юго-востоку от села находится Шошкалы, 5 км к западу — Екибас, 7 км севернее — Горелое, в 2 км к северо-западу — Ащыколь.

## История
В 2019 году в состав Бауманского включено село Королёвка, территориально расположенное вдали от Бауманского.

## Население
В 1999 году население села составляло 746 человек (372 мужчины и 374 женщины). По данным переписи 2009 года, в селе проживало 628 человек (319 мужчин и 309 женщин).